# Mead Valley
Mead Valley ist ein Census-designated place im Riverside County im US-Bundesstaat Kalifornien. Das U.S. Census Bureau hat bei der Volkszählung 2020 eine Einwohnerzahl von 19.819 ermittelt.

## Geografie
Mead Valley liegt im Westen des Riverside Countys in Kalifornien, zwischen den Orten Woodcrest und Perris. Nördlich liegen die beiden Großstädte Riverside und Moreno Valley. Mit dem Lake Mathews und dem Lake Perris liegen zudem zwei Stauseen nur unweit entfernt.
Die 18.510 Einwohner der Gemeinde (Stand der Volkszählung 2010) leben auf einer Fläche von ungefähr 49,6 km², die sich vollständig aus Land zusammensetzt. Somit beträgt die Bevölkerungsdichte 372,8 Einwohner pro Quadratkilometer. Das Ortszentrum liegt auf einer Höhe von 507 Metern.

## Politik
Mead Valley ist Teil des 31. Distrikts im Senat von Kalifornien, der momentan vom Demokraten Richard Roth vertreten wird. In der California State Assembly ist der Ort dem 61. Distrikt zugeordnet und wird somit vom Demokraten Jose Medina vertreten. Auf Bundesebene gehört Mead Valley Kaliforniens 41. Kongresswahlbezirk an, der einen Cook Partisan Voting Index von D+9 hat und vom Demokraten Mark Takano vertreten wird.